# Ergänzungskampfgeschwader (J)
Das Ergänzungskampfgeschwader (J) war ein Verband der Luftwaffe der Wehrmacht im Zweiten Weltkrieg. Als Ergänzungskampfgeschwader (J), ausgestattet mit Kampfflugzeugen vom Typ Messerschmitt Me 262, diente es frisch ausgebildeten oder rekonvaleszenten Kampffliegern zur Gewöhnung an die Frontbedingungen, bevor diese in reguläre Kampfgeschwader (J) versetzt wurden. Es wurde am 29. März 1945, vor der bedingungslosen Kapitulation der Wehrmacht, aufgelöst.

## Geschichte
Der Geschwaderstab bildete sich am 23. Januar 1945 in Illesheim. (Lage) Die I. Gruppe entstand am 23. Januar 1945 in Pilsen (Lage) aus der Ergänzungskampfgruppe (J), während die II. Gruppe am gleichen Tag in Neuburg (Lage) aus der IV. Gruppe des Kampfgeschwaders 40 aufgestellt wurde.
Das Geschwader flog mit Kampfflugzeugen des Typs Messerschmitt Me 262 und diente ehemaligen Bomberpiloten zur Gewöhnung an dieses Flugzeug.
Der Geschwaderstab, die I. und die II. Gruppe wurden, vor der bedingungslosen Kapitulation der Wehrmacht, am 29. März 1945 in das Ergänzungsjagdgeschwader 2 eingegliedert. Damit hatte das Geschwader aufgehört zu bestehen.